# Dalbergieae
Dalbergieae Bronn ex DC., 1825 è una tribù di piante della famiglia delle Fabacee (sottofamiglia Faboideae).

## Tassonomia
Questo raggruppamento attualmente include generi in precedenza attribuiti alle Aeschynomeneae (p.es: Arachis, Ormocarpopsis, Diphysa, Ormocarpum e Pictetia), alle Adesmieae (Adesmia)  e alla sottotribù Bryinae delle Desmodieae (Brya e Bryaspis).
La tribù comprende i seguenti generi:
- Adesmia DC.
- Aeschynomene L.
- Amicia Kunth
- Andira Lam.
- Arachis L.
- Brya P.Browne
- Bryaspis P.A.Duvign.
- Cascaronia Griseb.
- Centrolobium Mart. ex Benth.
- Chapmannia Torr. & A.Gray
- Cranocarpus Benth.
- Ctenodon Baill.
- Cyclocarpa Afzel. ex Baker
- Dalbergia L.f.
- Diphysa Jacq.
- Discolobium Benth.
- Fiebrigiella Harms
- Fissicalyx Benth.
- Geissaspis Harms
- Geoffroea Jacq.
- Grazielodendron H.C.Lima
- Humularia P.A.Duvign.
- Hymenolobium Benth.
- Kotschya Endl.
- Machaerium Pers.
- Maraniona C.E.Hughes, G.P.Lewis, Daza & Reynel
- Nissolia Jacq.
- Ormocarpopsis R.Vig.
- Ormocarpum P.Beauv.
- Paramachaerium Ducke
- Peltiera Du Puy & Labat
- Pictetia DC.
- Platymiscium Vogel
- Platypodium Vogel
- Poiretia Vent.
- Pterocarpus Jacq.
- Ramorinoa Speg.
- Smithia Aiton
- Soemmeringia Mart.
- Stylosanthes Sw.
- Tipuana (Benth.) Benth.
- Vatairea Aubl.
- Vataireopsis Ducke
- Weberbauerella Ulbr.
- Zornia J.F.Gmel.
- Zygocarpum Thulin & Lavin

### Alcune specie

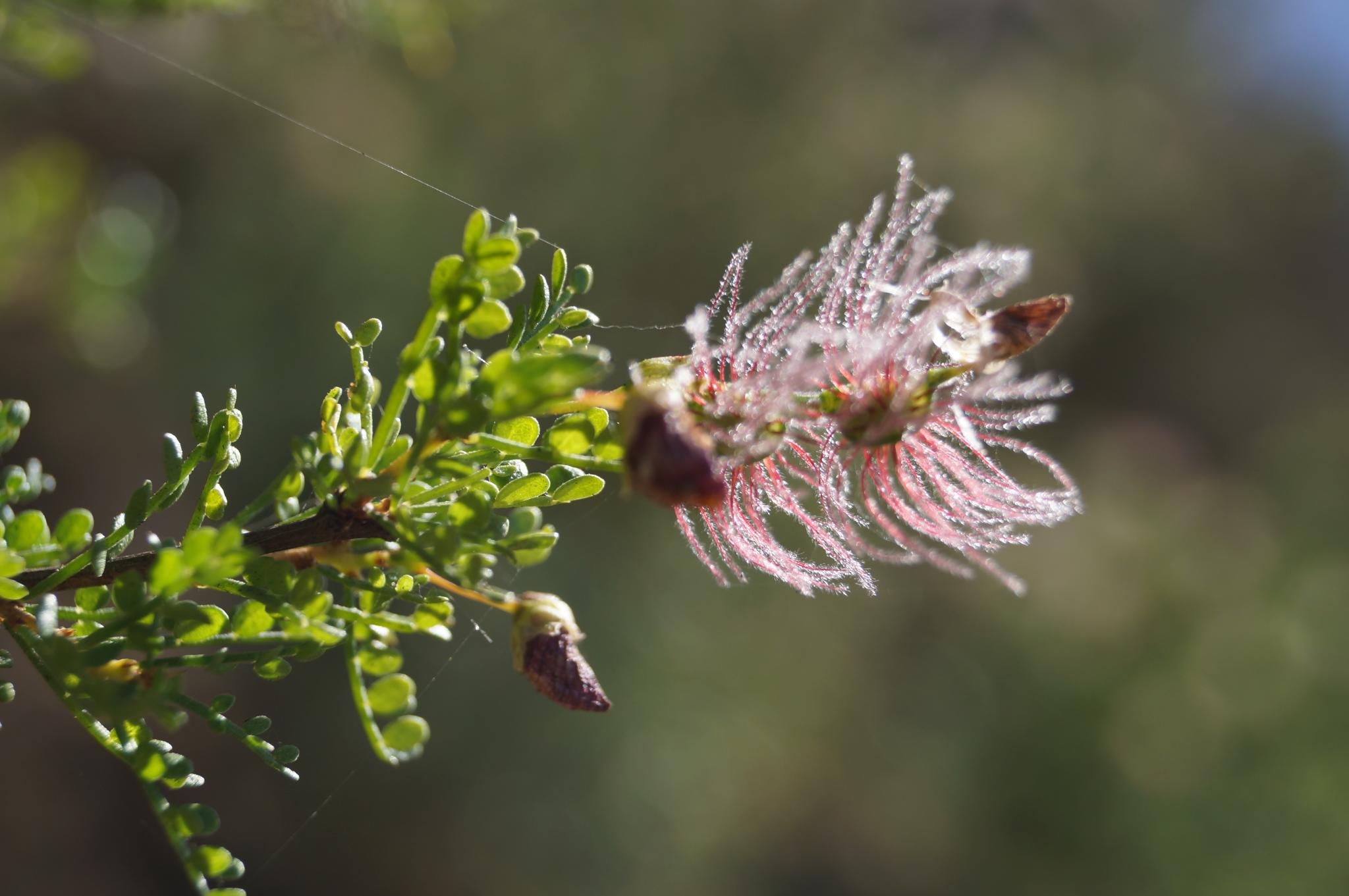
Adesmia confusa
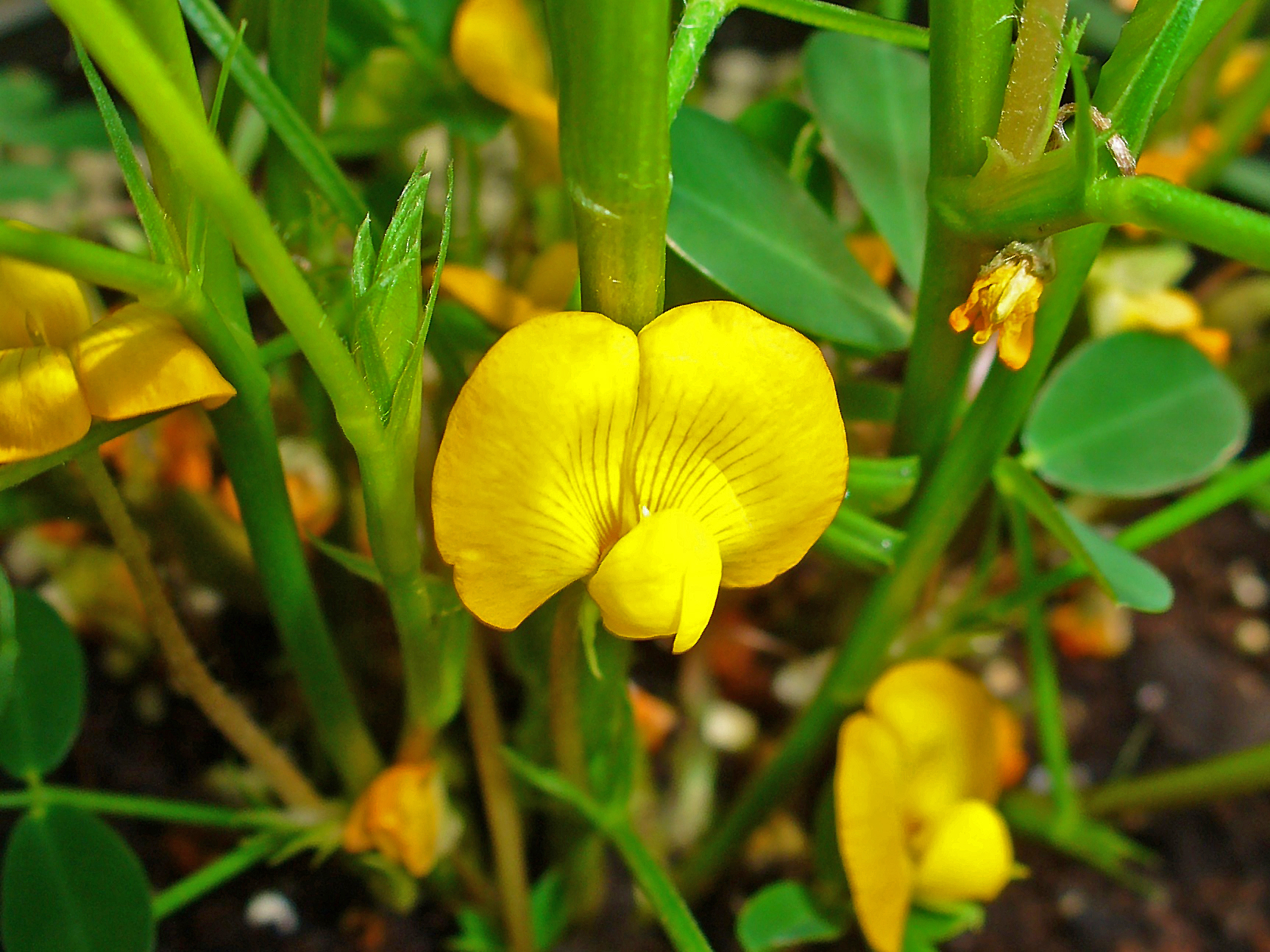
Arachis hypogaea
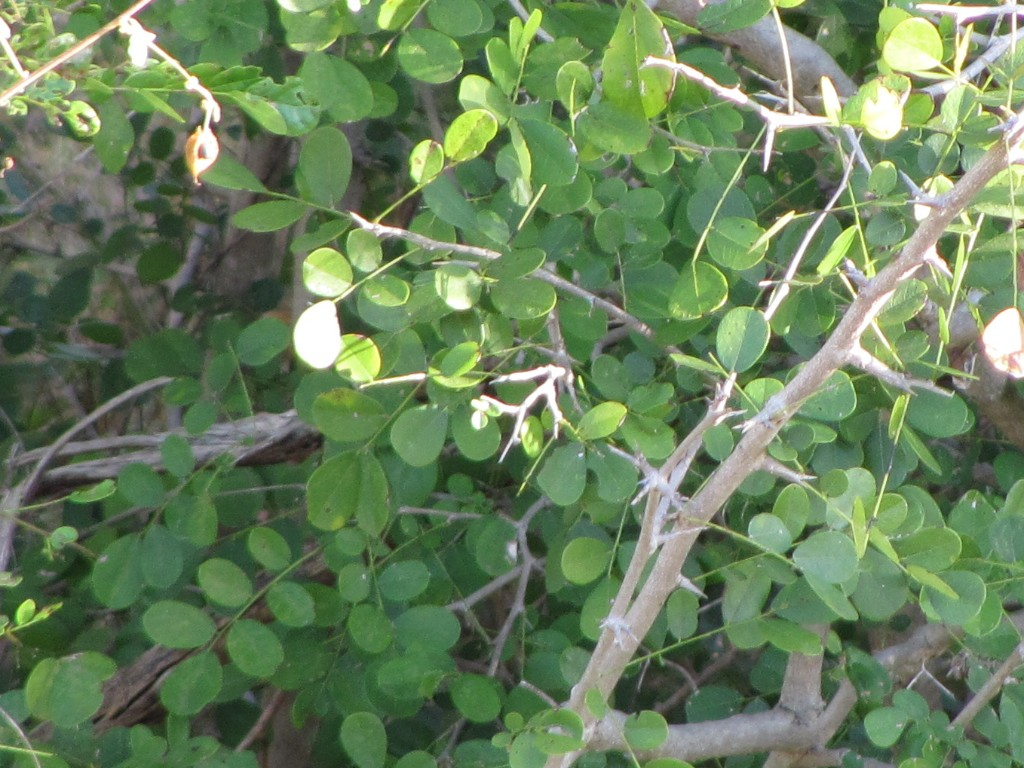
Dalbergia melanoxylon
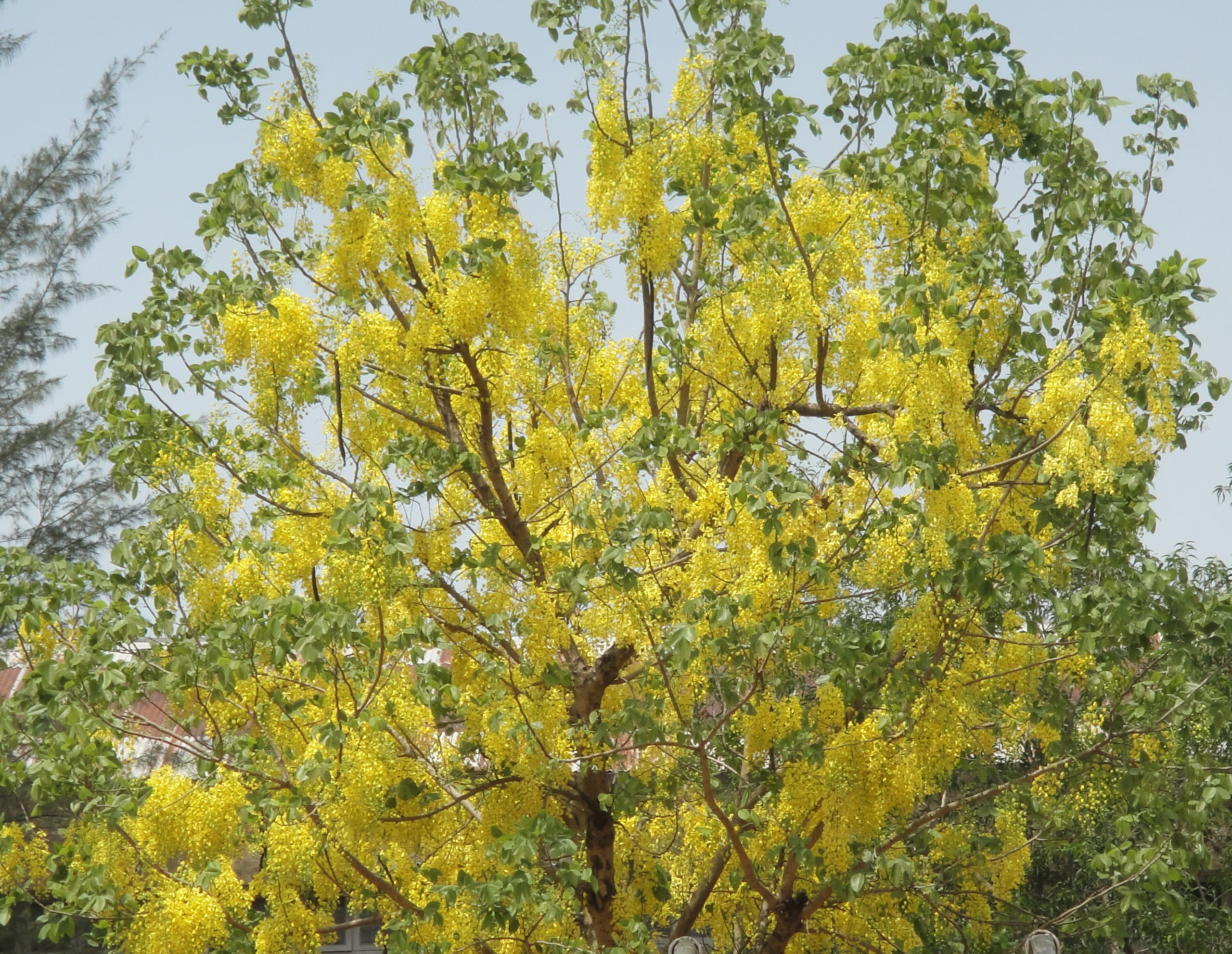
Pterocarpus macrocarpus